# Agrochola undata
Agrochola undata är en fjärilsart som beskrevs av C. F. Vieweg 1789. Agrochola undata ingår i släktet Agrochola och familjen nattflyn. Inga underarter finns listade i Catalogue of Life.